# Колесников, Степан Кондратьевич
Степа́н Кондра́тьевич Коле́сников (21 апреля 1924, Новопокровский, Кубано-Черноморская область — 13 февраля 1998, там же) — звеньевой колхоза «Красная Звезда» Приморско-Ахтарского района Краснодарского края, Герой Социалистического Труда (1949).

## Биография
Родился 21 апреля 1924 года на хуторе Новопокровский (ныне Приморско-Ахтарский район Краснодарского края) в крестьянской семье. По национальности русский.
Окончив в 1939 году неполную среднюю школу, трудоустроился в местный колхоз «Красная Звезда» и проработал там до призыва в армию в июле 1942 года. Служил кавалеристом 65-го кавалерийского полка 32-й кавалерийской Краснознамённой дивизии, в конце войны — телефонистом стрелкового батальона 180-й стрелкового полка (329-я стрелковая дивизия).
После увольнения в запас в марте 1947 года вернулся в родной колхоз, возглавлял звено виноградарей, которое в 1948 году получило урожай винограда 94 центнера с гектара на участке 6 гектаров.
Указом Президиума Верховного Совета СССР от 13 августа 1949 года «за получение высокого урожая винограда в 1948 году» удостоен звания Героя Социалистического Труда с вручением ордена Ленина и золотой медали «Серп и Молот».
В 1950—1953 годах учился в трёхгодичной школе по подготовке председателей колхозов в Краснодаре, затем вернулся в родной колхоз «Красная Звезда» (позже переименованный в имени Ленина), работал агрономом, затем бригадиром бригад № 9, 5 и 10.
Жил в родном хуторе Новопокровском, где умер 13 февраля 1998 года.
Награждён орденами Ленина (13.08.1949) и Отечественной войны 2-й степени (11.03.1985), медалями, в том числе 2 «За отвагу» (05.09.1944, 31.05.1945), «За боевые заслуги» (29.12.1943). Избирался депутатом Новопокровского сельского совета. Заслуженный работник сельского хозяйства Кубани (09.01.1996).